# Пољана Крижевачка
Пољана Крижевачка је насељено место у саставу града Крижеваца у Копривничко-крижевачкој жупанији, Република Хрватска.

## Историја
До територијалне реорганизације у Хрватској налазила се у саставу бивше велике општине Крижевци.

## Становништво
На попису становништва 2011. године, Пољана Крижевачка је имала 396 становника.

## Попис1991.
На попису становништва 1991. године, насељено место Пољана Крижевачка је имало 377 становника, следећег националног састава:
| Попис 1991.‍  | Попис 1991.‍  | Попис 1991.‍ | Попис 1991.‍ | Попис 1991.‍ |
| ------------ | ------------ | ----------- | ----------- | ----------- |
|              |              |             |             |             |
| Хрвати       | Хрвати       |             | 373         | 98,93%      |
| неопредељени | неопредељени |             | 1           | 0,26%       |
| непознато    | непознато    |             | 3           | 0,79%       |
| укупно: 377  |              |             |             |             |